# Illja Michal'ov
Illja Ruslanovyč Michal'ov (in ucraino Ілля Русланович Міхальов?; Makiïvka, 31 luglio 1990) è un ex calciatore ucraino, di ruolo attaccante.